# Чилингарян, Сарибек Согомонович
Сарибек Согомонович Чилингаря́н  (18 мая 1925 — 19 февраля 1996) — участник Великой Отечественной войны, стрелок 66-го гвардейского стрелкового полка 23-й гвардейской стрелковой дивизии 3-й  ударной армии 1-го Белорусского фронта, гвардии красноармеец, Герой Советского Союза.

## Биография
Родился в селе Старый Башкенд (ныне Арцвашен) Армянской ССР в семье крестьянина. После окончания 8 классов средней сельской школы работал в колхозе родного села.
В январе 1943 года вступил в ряды Красной Армии, в составе которой, пройдя семимесячную подготовку, с августа 1943 года участвовал в боях с немецко-фашистскими захватчиками. В сражениях проявил отвагу и героизм.
Особо отличился в боях за Берлин. 17 апреля 1945 года Чилингарян первым переплыл канал в районе поселка Бушхов и, во время отражения контратаки противника, гранатами подбил 2 вражеских танка и уничтожил множество гитлеровцев. С боями продвигаясь вглубь посёлка, через шесть дней ожесточённых сражений, 23 апреля Чилингарян с группой бойцов захватил находящееся на господствующей высоте поселковое здание, которое имело важное значение для наступающих советских войск, лично водрузив на него Красное знамя. Узнав о потере высоты, немецкое командование предприняло штурм утерянных позиций, но героические действия Чилингаряна и его сослуживцев свели на нет все попытки фашистов завладеть строением. К моменту подхода подкрепления были отбиты все контратаки противника, отчаявшись взять неприступный рубеж, гитлеровцы начали эвакуацию войск из посёлка.
За проявленную храбрость и героизм Чилингарян был представлен начальником штаба 1-го Белорусского фронта генерал-полковником Михаилом Малининым к высшей награде Советского Союза. Уже после капитуляции Германии, 31 мая, представление было удовлетворено.

Указом Президиума Верховного Совета СССР от 31 мая 1945 года за образцовое выполнение боевого задания командования в борьбе с немецко-фашистскими захватчиками и проявленные при этом мужество и героизм гвардии рядовому Чилингаряну Сарибеку Согомоновичу присвоено звание Героя Советского Союза с вручением ордена Ленина и медали «Золотая Звезда» (№ 6831).— 
За время нахождения на полях сражений Великой Отечественной войны Сарибек Чилингарян за свои умелые действия и храбрость не раз был отмечен благодарностями командования и медалями. По окончании войны Герой Советского Союза, кавалер четырёх боевых орденов гвардии красноармеец Чилингарян был демобилизован.
После увольнения в запас вернулся в родное село, в котором работал заместителем председателя колхоза и председателем сельсовета. В 1952 году он вступил в ряды Коммунистической партии Советского Союза. В 1955 году он переехал на постоянное место жительства в столицу Армянской ССР город Ереван, где ему была предоставлена работа на должности заместителя директора объединения общепита.

## Награды
- Герой Советского Союза;
- орден Ленина;
- орден Отечественной войны I степени;
- орден Красной Звезды;
- орден Славы III степени;
- медали.